# هاشم النحاس
هاشم النحاس (27 مارس 1937 -) هو مخرج وناقد سينمائي وكاتب مصري.

## مسيرته
له تأثير نقدي وثقافي ومكانة رفيعة في مجال السينما التسجيلية، وأثرى المكتبة السينمائية بالعديد من الكتب مؤلفاً ومترجماً وباحثاًً. قدم عام 1972 فيلمه «النيل أرزاق» (1972) والذي اعتبر نقلة نوعية في تاريخ السينما التسجيلية المصرية. أسهم النحاس بفعالية في نشاطات المجتمع المدني، مشاركاً في تأسيس أهم الجمعيات السينمائية في مصر منذ عام 1960 ميلاد «جمعية الفيلم» أقدم وأعرق جمعيات السينما، مروراً بـ«جماعة السينما الجديدة» و«جمعية نقاد السينما المصريين» و«اتحاد السينمائيين التسجيليين والعرب». ولد عام 1937 وتتميز أفلامه بأسلوب خاص يتسم بالعشق للإنسان والمكان، بينما تنشغل كاميرته برصد التفاصيل. من أعماله أيضا أياد عربية (1975)، في رحاب الحسين (1981)، الناس والبحيرة (1981)، البئر (1982)، توشكى (1982)، الخيامية (1983)، أبو أحمد (1983)، سيوة (1986) وغيرها من الأفلام.

## حياته ونشأته
ولد هاشم أحمد سليمان النحاس يوم 27 مارس 1937.
حصل على دبلوم في التربية من معهد المعلمين بالزيتون عام 1956، وعلى ليسانس آداب الدراسات الفلسفية والاجتماعية من جامعة عين شمس عام 1961، وعلى دبلوم معهد السيناريو عام 1964، وعلى دبلوم الدراسات العليا في السينما (سيناريو وإخراج) من المعهد العالي للسينما عام 1972. وأمضى حياته في عالم السينما ناقداً ومخرجاً ومترجماً وباحثاً وأستاذاً ومفكراً سينمائياً وعضو لجان التحكيم بالمهرجانات المحلية والقومية والدولية.

## مسيرته العلمية
بعد دراسته الأدبية بالجامعة بدأ هاشم النحاس حياته بالتدريس بالمدارس الإعدادية 56-1963. تحول بعدها ليصبح عضواً في قسم قراءة النصوص ثم قسم السيناريو (المؤسسة العامة للسينما) 63-1967 واتجه لكتابة النقد السينمائي قبل أن يلتحق بالدراسات العليا بالمعهد العالي للسينما لدراسة فنون التصوير والمونتاج فتخرج فيه عام 1972. عمل مخرج ومنتج فني في المركز القومي للأفلام التسجيلية ثم المركز القومي للسينما 1967-1987. سافر إلى العراق ليعمل في تدريس للسينما بأكاديمية الفنون في جامعة بغداد 75-1979، وكان رصيده 14 فيلما تسجيليا قصيرا صورها في أنحاء مصر. أصبح المشرف على الشئون الفنية بالمركز القومي للسينما 87-1989، ثم رئيس المركز القومي للسينما 90-1993. عين مستشاراً وزير الثقافة لشئون السينما 93-1997.
عمل كأستاذ (غير متفرغ) للسينما التسجيلية بكلية الأعلام/ معهد الأعلام – جامعة 6 أكتوبر (1998-2005)، وأستاذ متميز (غير متفرغ) للسينما بالجامعة الأمريكية (القاهرة).
رئيس مجلس الإدارة المنتخب لجمعية نقاد السينما المصريين 80-1990. عضو لجنة السينما بالمجلس الأعلى للثقافة (بصفته الشخصية) منذ عام 1980.
عضو شعبة الفنون بالمجالس القومية المتخصصة منذ عام 1986.
المشرف على سلسلة الكتاب السينمائي بالهيئة العامة للكتاب منذ عام 1986. عضو اللجنة العليا وعضو لجنة اختيار الأفلام لمهرجان القاهرة السينمائي الدولي 1986 حتى 1997. عضو لجنة الفنون الاستشارية لمكتبة الإسكندرية 2003-2005.
كتب وأخرج 40 فيلماً تسجيلياً، وألف 11 كتاباً، وترجم 3 كتب، وراجع ترجمة 6 كتب، كما أشرف على إصدار أكثر من 30 كتابا سينمائيا معظمها يمثل سلسلة الكتاب السينمائي ضمن عمله في الهيئة العامة للكتاب. عمل عضو مؤسس لمعظم الجمعيات السينمائية الثقافية في القاهرة بداية من جمعية الفيلم 1960 ثم جمعية نقاد السينما المصريين وجمعية التسجيليين المصريين وجماعة السينما الجديدة بالإضافة إلى أنه عضو مؤسس لاتحاد التسجيليين العرب.
عضو لجنة تحكيم في العديد من المهرجانات السينمائية الدولية والمحلية. مؤسس ومدير مهرجان الإسماعيلية القومي للأفلام التسجيلية والقصيرة 1987 ثم الدولي (90 – 93). شارك ونظم العديد من المؤتمرات وأسابيع الأفلام وحلقات البحث السينمائية، وأخرها ثلاث حلقات بحث عن تاريخ السينما المصرية خلال الأعوام 2008 - 2010 على التوالي، يختص كل منها بمرحلة من مراحل تاريخ السينما المصرية وقام بتحرير ما جاء من أبحاث في كل منها في مجلد خاص.

## الجوائز
حصلت أعمال النحاس على العديد من الجوائز المحلية والدولية كانت أولاها جائزة المجلس الأعلى للآداب والفنون سنة 1972 عن بحثه «المشكلة الجمالية للإعداد السينمائي من الرواية إلى الفيلم». وهو البحث الذي كان أساس كتاب نجيب محفوظ على الشاشة فيما بعد.
اختيرت أفلامه لتمثل مصر رسميا في أسابيع الأفلام المصرية بالخارج وفي معظم المهرجانات الدولية الهامة للأفلام التسجيلية والقصيرة مثل: لندن (إنجلترا)، نيون (سويسرا)، كراكوف (بولندا)، أوبرهاوزن وليبزج (ألمانيا)، ليل وكليريموفيران وسينما الحقيقة (فرنسا)، خريبكا وأغادير (المغرب)، بولونيا (إيطاليا)، مونتريال (كندا). حصل على الجائزة الأولى في مهرجان «ليبزج» الدولي عام 1972، كما اختير مؤخراً في فرنسا كأحد أهم الأفلام في تاريخ السينما التسجيلية في العالم.
كرم بالمهرجان القومي للسينما المصرية عام 1995، وأصدر المهرجان كتابا عنه باعتباره أحد رواد السينما التسجيلية والثقافة السينمائية في مصر، كتبته الناقدة الصحفية خيرية البشلاوي. وكان تكريمه في نفس المناسبة مع تكريم كل من صلاح أبو سيف عن السينما الروائية وفاتن حمامة عن التمثيل (نساء) ومحمد توفيق عن التمثيل (رجال).
احتفالا بمئوية السينما العالمية عام 1995، اختير فيلم «النيل أرزاق» ضمن برنامج «100 فيلم من القرن» الذي قدمه المهرجان الدولي للأفلام القصيرة في كليريموفيران (فرنسا).

## أفلامه
عن الإنسان المصري (الحياة اليومية في بيئات مصرية مختلفة)، من إنتاج المركز القومي للسينما
1. النيل أرزاق (1972)، عن الناس البسطاء الذين يستمدون رزقهم من النيل في القاهرة (10د)
2. مبكي بلا حائط (1974)، عن فرحة الناس بمحتويات معرض الغنائم (10د)
3. الناس والبحيرة (1981)، مظاهر الحياة المرتبطة ببحيرة المنزلة (14د)
4. في رحاب الحسين (1981) عن مظاهر الحياة التي خلقها جامع الحسين حوله (20د)
5. البئر (1982)، عن بعض مظاهر حياة البدو على الساحل الشمالي (20د)
6. توشكى (1982)، يوم في حياة قرية نوبية (20د)
7. خيامية (1983) عن فن الخيامية واستخداماته في حياتنا اليومية (20د)
8. شوا أبو أحمد (1983)، يوم في حياة أسرة ريفية (10د)
9. سيوة (الإنسان والأرض والتاريخ) (1987) (45د)
10. ناس 26 يوليو (2001) (30د)

### عن الأعلام
1. نجيب محفوظ ضمير عصره – 1989 (40د)
2. صلاح أبو سيف يتذكر (فيديو): إنتاج التليفزيون المصري (30د)
3. رموز مصرية: نجيب محفوظ (فيديو): إنتاج 2003 – إنتاج قناة دريم (26د)
4. عن العمارة والفنون التشكيلية (1) الحجر الحى (ترميم أبو الهول) تم تصويره خلال عام من العمل في الترميم (20د)
5. منمنمات تركية (إنتاج 1969) (10د)
6. أنين الروح (الآثار المصرية: الإسلامية، القبطية، اليهودية التي جمع بينها ما أصابها من الزلزال) 1992. إنتاج المجلس الأعلى للآثار (20د)
7. قوارير (محمد مندور)(8د)
8. نداء (أحمد نوار) (5د)
9. ألوان (فاروق حسنى) (7د)
10. عروس البحر (أزميرالدا) فيديو: إنتاج التليفزيون المصري (10د)
11. صيحة (أحمد شيحة) فيديو: إنتاج التليفزيون المصري (10د)
12. بشارة (محمود سعيد) فيديو: إنتاج التليفزيون المصري (10د)

### عن التعمير والتنمية
1. افتتاحية للبناء: إنتاج 1974 (10ق)
2. أحلام شابة (فيديو): إنتاج الصندوق الاجتماعي للتنمية (30د)
3. معا في أسوان (فيديو): إنتاج الصندوق الاجتماعي للتنمية (30د)
4. في طريق التنمية (فيديو): إنتاج الصندوق الاجتماعي للتنمية (10د)

## مؤلفاته
1. يوميات فيلم (المؤسسة المصرية للتأليف والنشر- طبعة أولى 1967، الهيئة العامة للكتاب- طبعة ثانية 2009)
2. نجيب محفوظ على الشاشة (الهيئة العامة للكتاب- طبعة أولى 1975 وثانية 1990)
3. دراسات سينمائية (وزارة الثقافة العراقية – بغداد 1977)
4. الروائي والتسجيلي (وزارة الثقافة العراقية – بغداد 1979)
5. الهوية القومية في السينما العربية (الهيئة العامة للكتاب 1986)
6. مستقبل السينما التسجيلية في مصر (المركز القومي للسينما 1990)
7. بركات كروان السينما المصرية (مطبوعات مهرجان القاهرة السينمائي الدولي 1994)
8. صلاح أبو سيف...محاورات (الهيئة العامة للكتاب 1996)
9. السينما والدولة (رسائل جمعية النداء الجديد 1997)
10. السينما المصرية وحقوق الناس، مركز القاهرة لدراسات حقوق الإنسان (2001)
11. وقائع وأحلام في مهرجانات الأفلام التسجيلية والقصيرة: آفاق السينما – قصور الثقافة 2006
12. السينما الشابة (آفاق السينما – قصور الثقافة 2008)
13. عاطف الطيب رائد الواقعية المصرية المباشرة (المجلس الأعلى للثقافة - ط1 - 2016)

## مؤلفات ترجمها
1. كيف تعمل المؤثرات السينمائية (صدر عام 1962) عن المؤسسة المصرية للتأليف والنشر
2. التكوين في الصورة السينمائية (الهيئة العامة للكتاب 1983)
3. موسوعة تاريخ السينما في العالم - 3 أجزاء (مع آخرين) المركز القومي للترجمة – صدر الجزء الأول 2010